# 아스널 스타디움
아스널 스타디움(영어: Arsenal Stadium)은 1913년부터 2006년까지 잉글랜드 런던에 존재했던 축구 경기장이다. 과거 아스널의 홈 구장으로 사용되었으며 경기장이 있던 장소인 하이버리(Highbury)라는 이름으로 불린 경우가 많았다.

## 역사
1913년 9월 6일에 개장한 이래 아스널의 홈 구장으로 사용되었다. 건설 당시에는 125,000 영국 파운드가 건설 비용으로 투입되었다. 1930년대에 130,000 영국 파운드가 들어간 보수 공사가 진행되면서 기존에 있던 메인 스탠드가 철거되었으며 동쪽 스탠드가 새로 들어섰다. 1932년부터 1936년까지 45,000 영국 파운드가 들어간 보수 공사가 진행되면서 서쪽 스탠드가 새로 들어섰고 북쪽 스탠드에는 지붕이, 남쪽 스탠드에는 시계가 설치되었다.
제2차 세계 대전 당시에는 독일군의 공습으로 인해 북쪽 스탠드가 파괴되었으나 1956년에 복원되었다. 1951년에 경기장 조명 시설이 새로 설치되었으며 같은 해 10월 17일에 아스널은 경기장 역사상 최초로 열린 야간 경기인 하포엘 텔아비브와의 친선 경기를 개최했다. 1992년 힐즈버러 참사 후속 대책에 따라 전좌석 경기장으로 전환했고 경기장에 설치되었던 시계 또한 새로 제작되었다.
2006년 5월 7일에 열린 위건 애슬레틱과의 2005-06 프리미어리그 시즌 마지막 경기를 끝으로 폐장했으며 아스널은 홈 구장을 새로 건설된 에미레이트 스타디움으로 이전했다. 이는 아스널이 1990년대와 2000년대 당시에 큰 성장을 이룩한 것에 비해 경기장 수용 규모가 너무 작아서 구단의 운영에 큰 문제가 되었기 때문이다.

## 사진

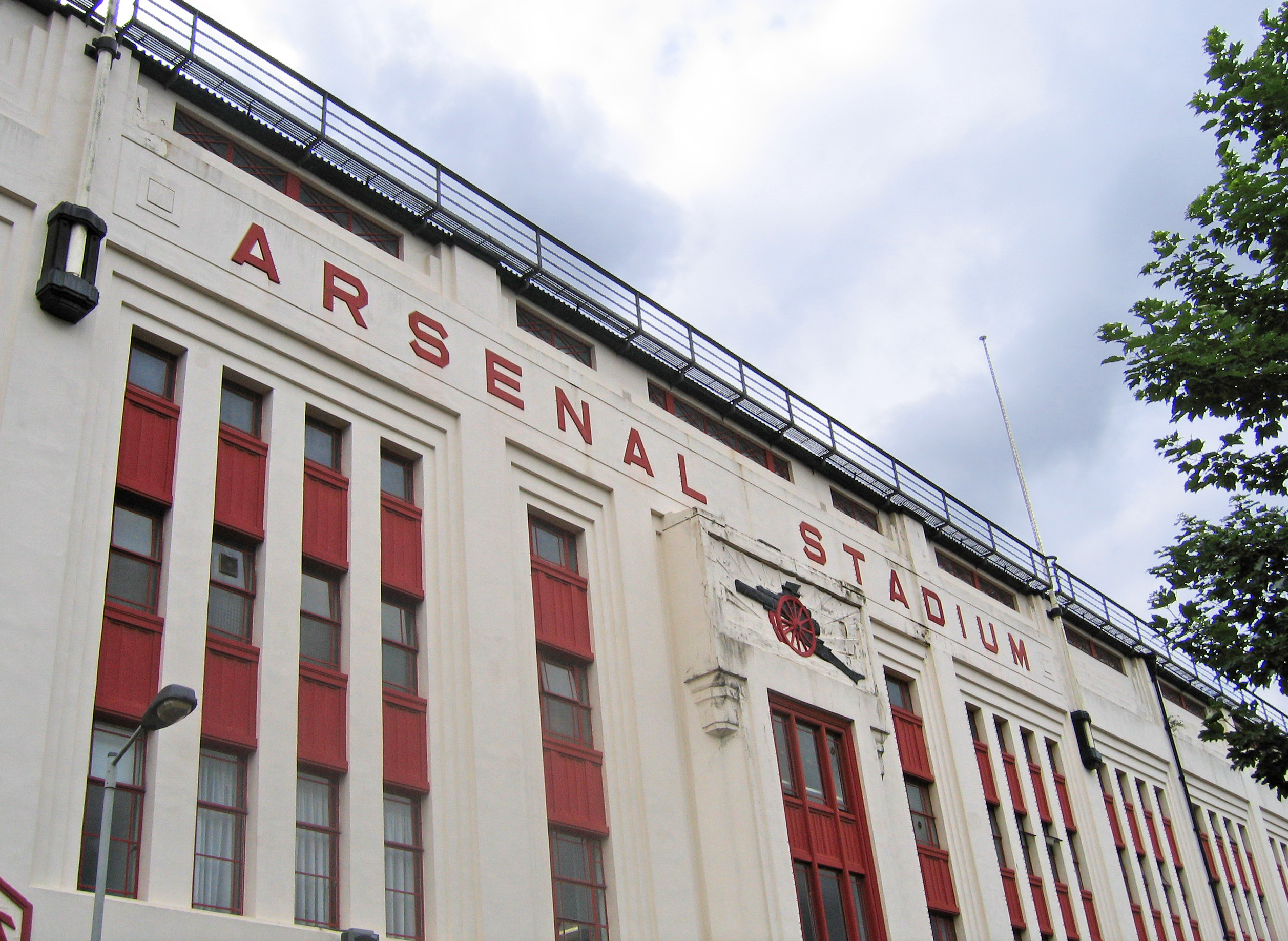
정면에서 본 경기장 동쪽의 모습 (2005년 당시)
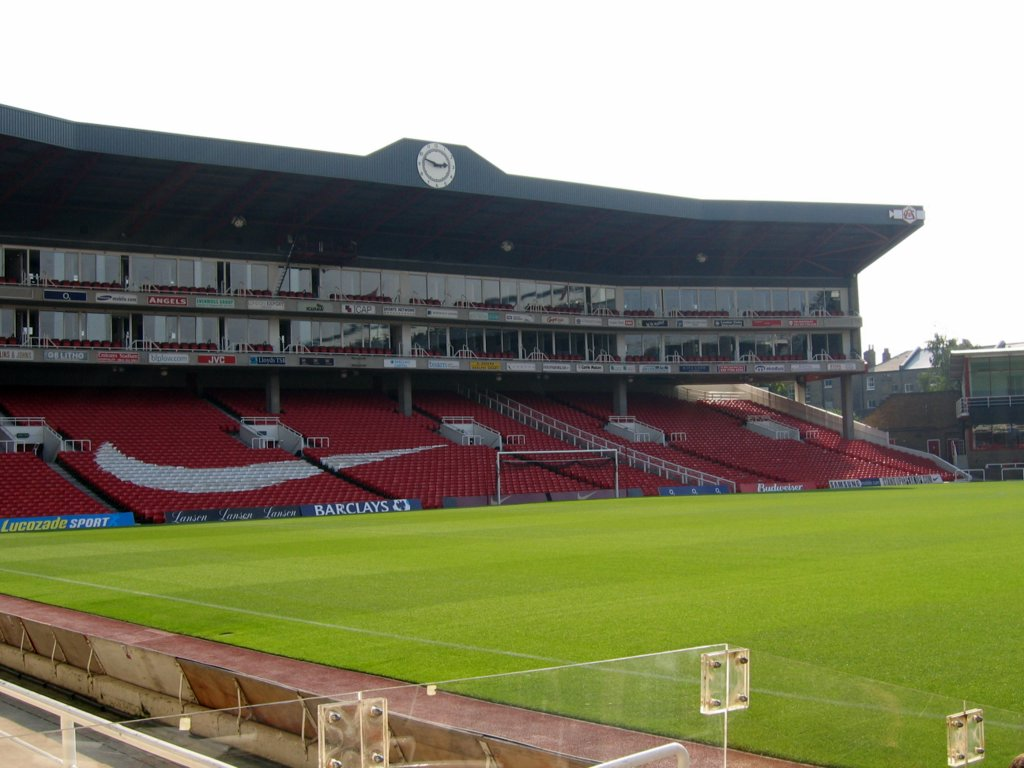
경기장 내부 모습 (2005년 당시)